# Ringgalaxie

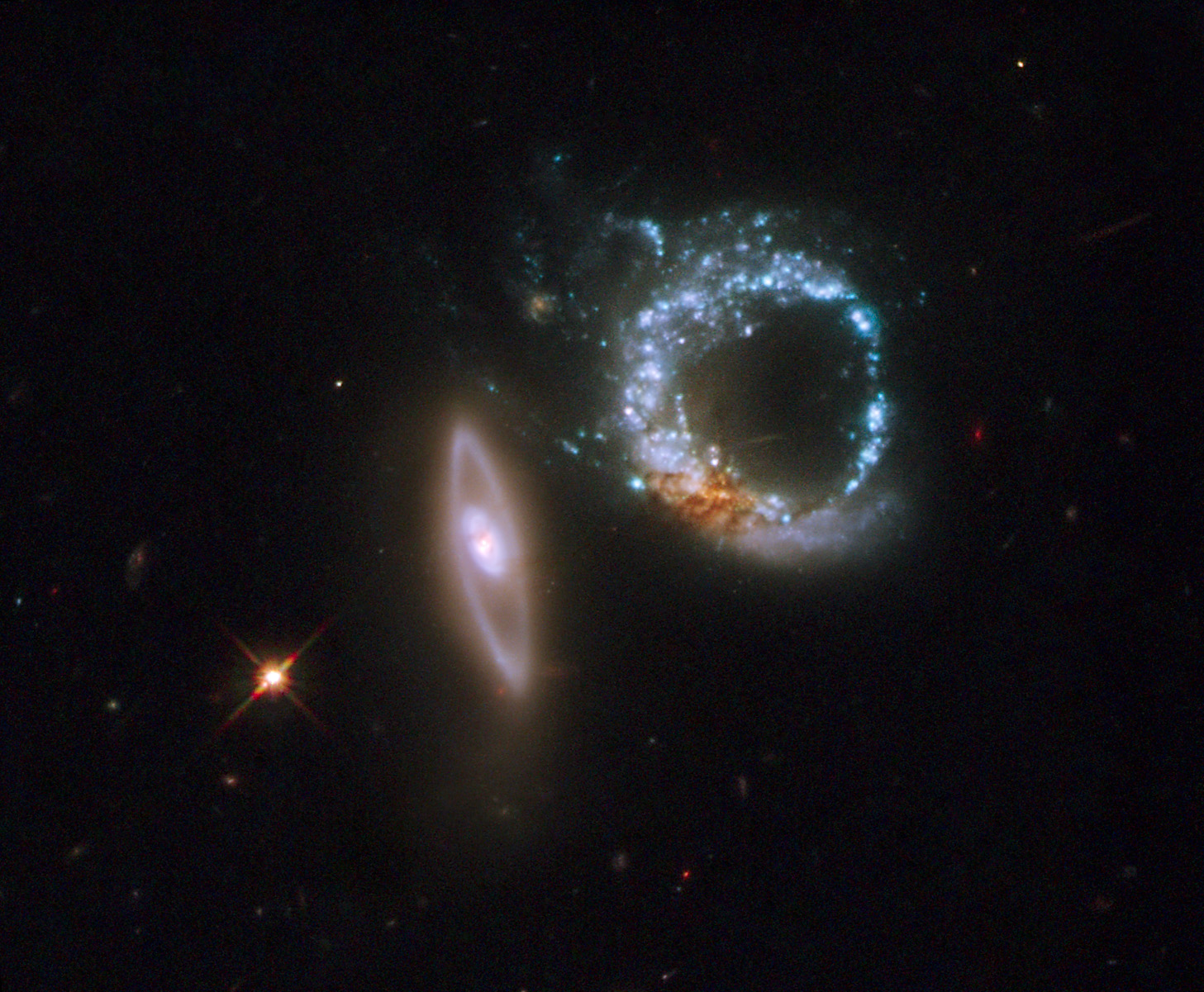
Ringgalaxie als Teil von Arp 147

Eine Ringgalaxie ist eine seltene, durch Wechselwirkung zweier Galaxien entstandene Galaxienform. Ringartige Strukturen treten aber auch in anderen Galaxienformen wie Polarring-Galaxien und manchen Balkenspiralgalaxien auf.

## Erscheinungsbild
Charakteristisches Merkmal einer Ringgalaxie ist ein dünner, manchmal unregelmäßiger heller Ring von vielen Kiloparsec Durchmesser, der in der Ebene der Galaxie liegt. Blaue Farbe und klumpige Struktur des Rings zeigen, dass er viele junge Sternentstehungsgebiete enthält. Manchmal sieht man in der Nähe einer Ringgalaxie eine weitere kompakte Galaxie, die an ihrer Entstehung beteiligt war, die Unterscheidung solcher Objekte von zufälligen Vorder- oder Hintergrundgalaxien erfordert aber eine genauere Untersuchung des Einzelfalls.

## Entstehung
Ringgalaxien entstehen durch einen Sonderfall der Wechselwirkung von Galaxien: Eine Spiralgalaxie wird in der Nähe ihres Zentrums von einer weiteren schnell bewegten Galaxie durchstoßen, als ob diese das Schwarze einer Zielscheibe treffen würde. Während der Eindringling das Zentrum der Spiralgalaxie durchläuft, addiert sich seine Schwerkraft zu der des Kerngebiets der Spiralgalaxie, Sterne und Gas weiter außen in der Spiralgalaxie werden dadurch nach innen gezogen. Diese zusätzliche zum Zentrum gerichtete Kraft hört auf, wenn der Eindringling das Zentrum der Spiralgalaxie wieder verlassen hat, Sterne und Gas in der Scheibe der Spiralgalaxie weichen wieder nach außen zurück.
Modellrechnungen zeigen, dass in einem solchen Fall eine nach außen laufende Verdichtungswelle in der Spiralgalaxie angeregt wird. Diese ist auch in den bereits vorhandenen alten Sternen sichtbar, besonders wichtig ist aber, dass sie zu einer Verdichtung des interstellaren Gases der Spiralgalaxie und damit zu verstärkter Sternentstehung in einem nach außen laufenden Ring führt.

## Beispiele

### Wagenradgalaxie

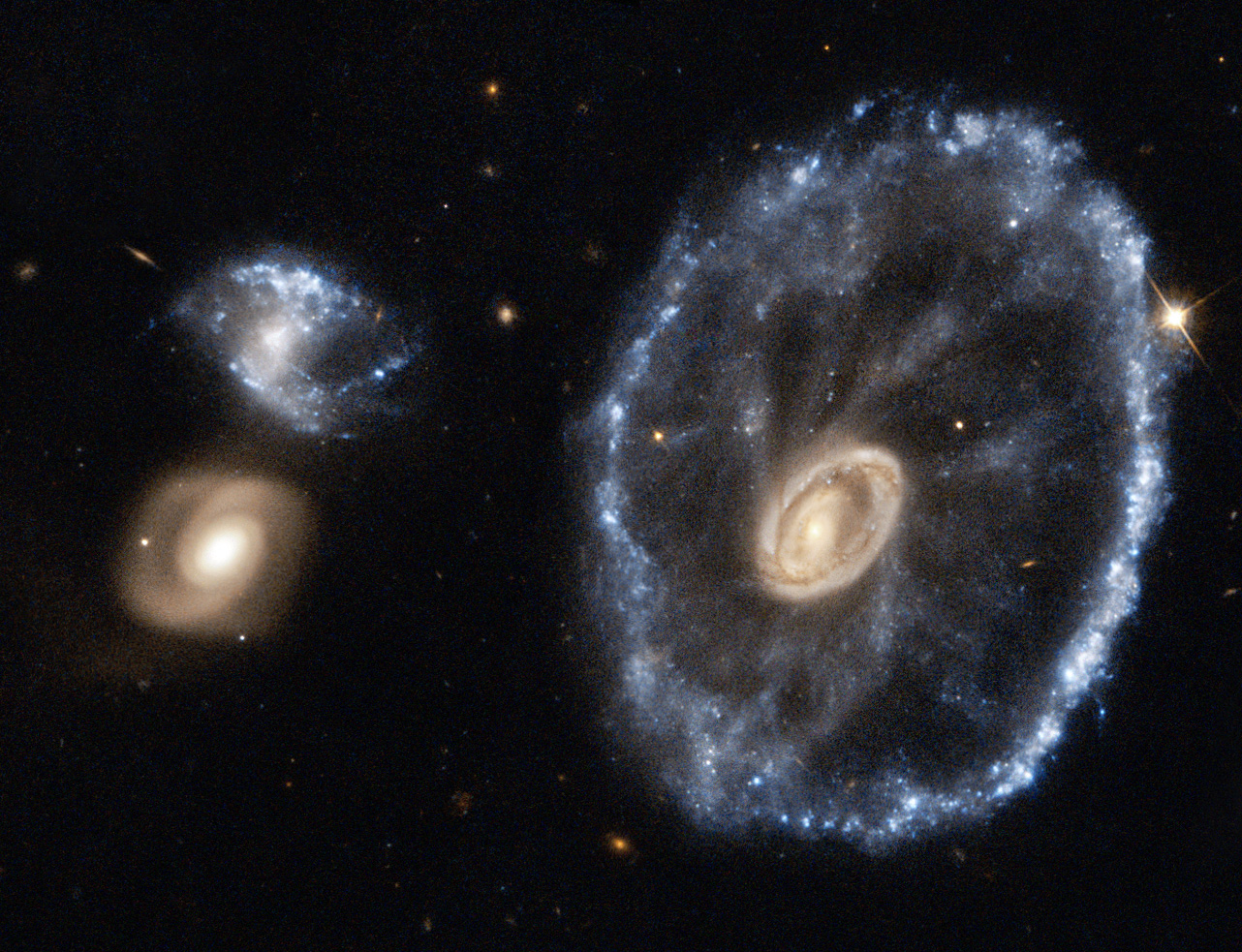
Die Wagenrad-Galaxie

Die wohl bekannteste Ringgalaxie ist die Wagenradgalaxie im Sternbild Bildhauer. Mit 500 Millionen Lichtjahren ist sie relativ weit entfernt und nicht mehr im NGC-Katalog aufgeführt.
Im Zentrum der Wagenradgalaxie steht ein einer elliptischen Galaxie ähnlicher Bulge. Der Ring der Wagenradgalaxie hat einen Durchmesser von 150.000 Lichtjahren, ist instabil und bewegt sich mit 340.000 km pro Stunde vom Zentrum weg. Eines der beiden kleinen Gebilde links im Bild, zwei kleine Galaxien nahe der Wagenradgalaxie, könnte der an der Kollision beteiligte Eindringling sein. Dass die obere Blaue von den beiden Galaxien ebenfalls Turbulenzen und viele Sternentstehungen aufweist, spricht dafür, dass sie es war.
Das Besondere an dieser Galaxie sind die Sternenbänder, die ‚Speichen‘ des Wagenrads, welche sich vom Zentrum der Galaxie zu ihrem Ring ziehen. Sie sind aller Wahrscheinlichkeit nach die früheren Spiralarme der gestörten Sterneninsel. Eine weitere Besonderheit sind große Ballungen von Gas am äußeren Rand der Hauptebene. Von diesen Gasansammlungen erhofft man sich weiteren Aufschluss über die ungewöhnliche Form der Wagenradgalaxie.

### AM 0644-741

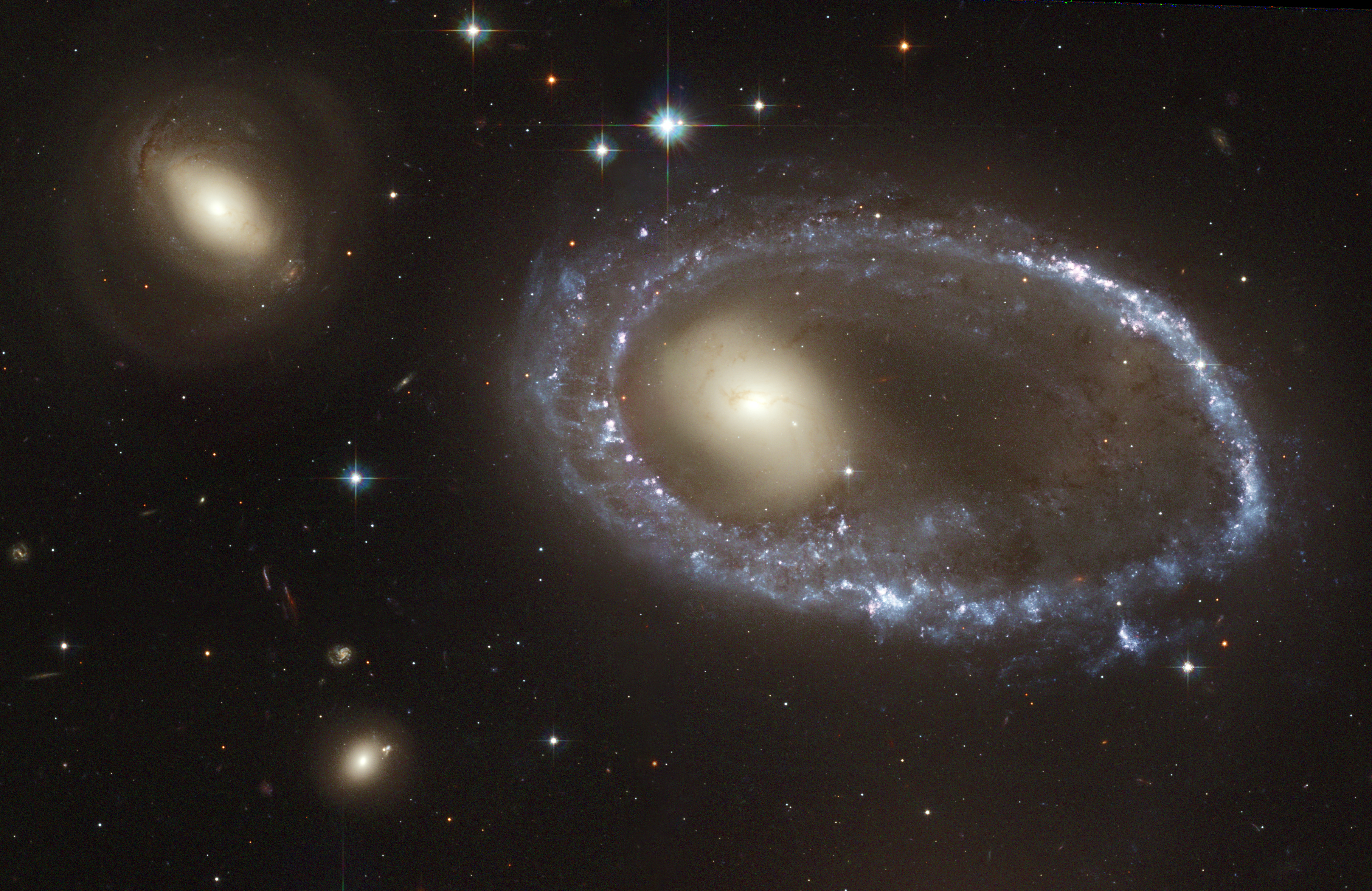
Die Ringgalaxie AM 0644-741

Die 300 Millionen Lichtjahre entfernte AM 0644-741 ist eine Ringgalaxie mit einem exzentrischen blauen Ring um die gelbliche Zentralregion der Galaxie. Wir blicken schräg auf die Hauptebene ihrer Scheibe. Der Eindringling, der die Ringbildung ausgelöst hat, wurde identifiziert, befindet sich aber außerhalb des gezeigten Bildausschnitts. Die kleine Galaxie links oben ist ein Hintergrundobjekt. AM 0644-741 befindet sich im Sternbild Fliegender Fisch (Volans).
Ihr Ring hat einen Durchmesser von 150.000 Lichtjahren. Er enthält viele Gruppen heißer (blauer) junger Sterne. Das ist der Grund für die Blaufärbung des Ringes. Die Verdichtungswelle, die den Ring nach außen treibt, komprimiert Gasregionen. Das führt zur Bildung der vielen jungen heißen Sterne. Zum eingefangenen Zeitpunkt (Bild) dehnt sich der Ring noch aus. Theoretischen Studien zufolge dauert diese Ausdehnung des Ringes weitere 300 Millionen Jahre, anschließend löst er sich auf.
Ein weiteres Merkmal des Ringes sind die rosafarbenen Regionen. Das sind dünnere Wolkengebilde aus ionisiertem Wasserstoff (HII-Gebiete). Sie fluoreszieren durch die ultraviolette Strahlung der neuen heißen Sterne.